# Moanes Dabour
Moanesb Dabour anche noto come Munas Dabbur o Moanes Dabbur (in ebraico מואנס דבור‎?; Nazareth, 14 maggio 1992) è un calciatore israeliano, attaccante dello Shabab Al-Ahli e della nazionale israeliana.

## Caratteristiche tecniche
Può ricoprire i ruoli di prima e seconda punta, abile nello svariare su tutto il fronte d'attacco. In chiave offensica emerge la sua capacità di muoversi negli spazi liberi, può siglare il gol calciando con entrambi i piedi, tira bene di prima intenzione inoltre è un buon colpitore di testa, oltre a saper segnare anche su rigore, tra l'altro è un ottimo passatore. Possiede una buona tecnica di base, agilità e si dimostra soprattutto un abile finalizzatore.

## Carriera

### Club

#### Maccabi Tel Aviv
Dabour ha esordito nella Ligat ha'Al con la maglia del Maccabi Tel Aviv. Il 21 agosto 2011, infatti, è stato schierato titolare nella vittoria per 1-3 sul campo dell'Hapoel Petah Tiqwa. Il 14 dicembre dello stesso anno realizza il suo primo gol in Europa League pareggiando per 3-3 contro il Dinamo Kiev. Il 28 dicembre successivo, ha realizzato la prima rete nella massima divisione israeliana: ha infatti contribuito sulla vittoria per 3-1 sull'Hapoel Rishon LeZion.
Vince l'edizione 2012-2013 del campionato israeliano realizza dieci reti, è autore di una doppietta nelle vittorie contro il Maccabi Haifa (2-1), l'Hapoel Haifa (6-2) e il Beitar Gerusalemme (5-0). Conquista anche la vittoria dell'edizione successiva della Ligat ha'Al dove, il 2 dicembre 2013 segna il suo ultimo gol sconfiggendo per 3-1 l'Hapoel Ra'anana.

#### Grasshopper e Salisburgo
Il 5 febbraio 2014 viene acquistato dal Grasshoppers,nel suo primo campionato segna nove gol, i primi battendo per 5-1 il San Gallo dove Dabbur realizza una doppietta. Nella Coppa Svizzera è autore della sua prima tripletta sconfiggendo per 5-3 il Neuchâtel Xamax. Nell'edizione 2015-2016 si laurea capocannoniere del campionato elvetico con 19 reti. Il 13 maggio 2016 passa al Red Bull Salisburgo.
Il primo anno non è molto positivo, ha segnato il suo primo gol contro il St. Pölten, nel campionato austriaco, vincendo per 2-1, realizza inoltre una doppietta sconfiggendp per 7-1 il Marchfeld Donauauen nella ÖFB-Cup: a gennaio 2017 torna in prestito al Grasshoppers dove segna solo sette gol, il primo nella sconfitta contro gli Young Boys per 3-2, sigla una doppitta battendo per 3-1 il San Gallo, inoltre realizza il gol del 4-1 nel successo contro il Lucerna. 
Rientrato al Salisburgo, è tra i protagonisti dell'ottimo cammino in Europa League, dove la squadra raggiunge le semifinali: ha segnato la rete del 1-0 battendo l'Olympique Marsiglia, realizza il gol del 2-0 sconfiggendo il Konyaspor, insacca una rete anche contro il Vitória Guimarães vincendo per 3-0, un altro gol lo mette a segno nella vittoria per 2-1 ai danni del Real Sociedad, l'ultima rete invece la realizza sconfiggendo Lazio per 4-1. Vince due anni consecutivi il campionato austriaco, e in entrambe le edizione si conquista il titolo di miglior marcatore con 20 reti sia nell'edizione 2017-2018 che in quella 2018-2019. Conquista la vittoria della Coppa d'Austria, con un gol e un assist vincente Dabbur è l'uomo partita consentendo alla squadra di imporsi per 2-0 contro il Rapid Vienna.

#### Siviglia e Hoffenheim
Nel gennaio 2019 viene acquistato il cartellino dal Siviglia, a partire dal 1º luglio successivo, firmando un contratto con la società andalusa fino al giugno 2023, rimanendo altri sei mesi in prestito al Salisburgo.Nell'Europa League segna un gol sconfiggendo per 2-0 il Qarabağ, oltre a realizzare una doppietta nel successo per 5-2 contro il F91 Dudelange.
Dopo sole nove presenze con la maglia andalusa, nel gennaio 2020 si trasferisce per 12 milioni di euro a titolo definitivo all'Hoffenheim, firmando con il club tedesco un contratto fino al giugno 2024.I primi gol li segna in Coppa di Germania dove realizza una doppietta contro il Bayern Monaco perdend per 4-3. Nella sua prima stagione in Bundesliga segna un gol battendo l'Union Berlin per 4-0, inoltre sigla due reti sconfiggendo l'Augusta per 3-1. Nell'Europa League segna un gol prima contro il Stella Rossa vincendo per 2-0, e poi un altro contro il Gent vincendo per 4-1, realizza inoltre una doppietta prima nella vittoria per 5-0 contro lo Slovan Liberec e poi nel pareggio per 3-3 contro il Molde FK.

#### Shabab Al-Ahli
Il 12 luglio 2023 viene ceduto a titolo definitivo all'Shabab Al-Ahli.Nella sua prima UAE Pro League Dabbur realizza quattordici reti, la prima battendo per 2-1 il Khor Fakkan, segna una doppietta nelle vittorie contro l'Al-Jazira (3-2) e il Al Bataeh (2-1), è autore inoltre di una tripletta nella goleada che si è conclusa per 1-0 battendo l'Hatta Club.
Vince l'edizione 2024-2025 dove Dabbur segna otto gol, realizza una rete contro l'Al-Jazira e l'Al Betaeh vincendo per 2-1 entrambe le partite, insacca una rete contro l'Al-Wasl inoltre nel match contro l'Al-Wahda Dabbur scende in campo nel secondo tempo e segna una doppietta contribuendo alla vittoria per 5-4.

### Nazionale
Dabour è stato convocato nella nazionale israeliana Under-21 dal commissario tecnico Guy Luzon, nel 2012 Dabbur si è messo in mostra durante varie partite amichevoli, segna una rete battendo per 4-0 l'Ucraina e realizza una doppietta sconfiggendo per 2-1 il Belgio. In vista del campionato europeo di categoria 2013 durante le qualificazioni Dabbur segna una doppietta battendo l'Azerbaigian per 7-2 e sconfigge la Norvegia per 4-1 dove lui è autore di una tripletta.

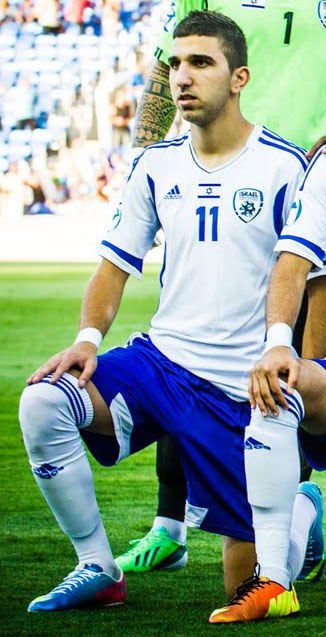
Dabour in nazionale all'Europeo Under-21 2013.

Il 1º giugno 2014 esordisce in nazionale maggiore nella partita amichevole vinta 4-2 contro l'Honduras. Il 3 settembre 2015 sigla la sua prima rete con la nazionale israeliana, nella partita valida per le qualificazioni al campionato d'Europa 2016 contro Andorra nel successo per 4-0.
Il 15 novembre 2018 realizza la sua prima doppietta in nazionale, nell'amichevole vinta per 7-0 contro il Guatemala.

## Statistiche

### Presenze e reti nei club
Statistiche aggiornate al 2 gennaio 2025.
| Stagione             | Squadra              | Campionato           | Campionato | Campionato | Coppe nazionali | Coppe nazionali | Coppe nazionali | Coppe continentali | Coppe continentali | Coppe continentali | Altre coppe | Altre coppe | Altre coppe | Totale | Totale |
| Stagione             | Squadra              | Comp                 | Pres       | Reti       | Comp            | Pres            | Reti            | Comp               | Pres               | Reti               | Comp        | Pres        | Reti        | Pres   | Reti   |
| -------------------- | -------------------- | -------------------- | ---------- | ---------- | --------------- | --------------- | --------------- | ------------------ | ------------------ | ------------------ | ----------- | ----------- | ----------- | ------ | ------ |
| 2011-2012            | Maccabi Tel Aviv     | LH                   | 20+6       | 4+4        | CI+CdL          | 2+1             | 1+0             | UEL                | 7                  | 1                  | -           | -           | -           | 36     | 10     |
| 2012-2013            | Maccabi Tel Aviv     | LH                   | 24+2       | 9+1        | CI+CdL          | 5+1             | 0               | UEL                | 0                  | 0                  | -           | -           | -           | 32     | 10     |
| 2013-gen. 2014       | Maccabi Tel Aviv     | LH                   | 14         | 4          | CI+CdL          | 1+0             | 0               | UCL+UEL            | 5                  | 0                  | -           | -           | -           | 20     | 4      |
| Totale Maccabi T.A.  | Totale Maccabi T.A.  | Totale Maccabi T.A.  | 58+8       | 17+5       |                 | 10              | 1               |                    | 12                 | 1                  |             | -           | -           | 88     | 24     |
| gen.-giu. 2014       | Grasshopper          | SL                   | 15         | 9          | CS              | 0               | 0               | UEL                | -                  | -                  | -           | -           | -           | 15     | 9      |
| 2014-2015            | Grasshopper          | SL                   | 32         | 13         | CS              | 3               | 3               | UCL+UEL            | 2+2                | 0                  | -           | -           | -           | 39     | 16     |
| 2015-2016            | Grasshopper          | SL                   | 35         | 19         | CS              | 2               | 3               | -                  | -                  | -                  | -           | -           | -           | 37     | 22     |
| 2016-gen. 2017       | Salisburgo           | BL                   | 15         | 2          | CI              | 2               | 3               | UCL+UEL            | 4+4                | 0+1                | -           | -           | -           | 25     | 6      |
| gen.-giu. 2017       | Grasshopper          | SL                   | 13         | 7          | CS              | 1               | 0               | -                  | -                  | -                  | -           | -           | -           | 13     | 7      |
| Totale Grasshopers   | Totale Grasshopers   | Totale Grasshopers   | 95         | 48         |                 | 6               | 6               |                    | 4                  | 0                  |             | -           | -           | 105    | 54     |
| 2017-2018            | Salisburgo           | BL                   | 32         | 22         | CI              | 3               | 0               | UCL+UEL            | 4+16               | 0+7                | -           | -           | -           | 55     | 29     |
| 2018-2019            | Salisburgo           | BL                   | 29         | 20         | CI              | 5               | 5               | UCL+UEL            | 4+10               | 4+8                | -           | -           | -           | 48     | 37     |
| Totale Salisburgo    | Totale Salisburgo    | Totale Salisburgo    | 76         | 44         |                 | 10              | 8               |                    | 42                 | 20                 |             | -           | -           | 128    | 72     |
| 2019-gen. 2020       | Siviglia             | PD                   | 2          | 0          | CR              | 1               | 0               | UEL                | 6                  | 3                  | -           | -           | -           | 9      | 3      |
| gen.-giu. 2020       | Hoffenheim           | BL                   | 14         | 4          | CG              | 1               | 2               | -                  | -                  | -                  | -           | -           | -           | 15     | 6      |
| 2020-2021            | Hoffenheim           | BL                   | 22         | 4          | CG              | 1               | 0               | UEL                | 7                  | 5                  | -           | -           | -           | 30     | 9      |
| 2021-2022            | Hoffenheim           | BL                   | 27         | 3          | CG              | 3               | 2               | -                  | -                  | -                  | -           | -           | -           | 30     | 5      |
| 2022-2023            | Hoffenheim           | BL                   | 21         | 6          | CG              | 3               | 2               | -                  | -                  | -                  | -           | -           | -           | 24     | 8      |
| Totale Hoffenheim    | Totale Hoffenheim    | Totale Hoffenheim    | 75         | 17         |                 | 8               | 6               |                    | 7                  | 5                  |             | -           | -           | 97     | 28     |
| 2023-2024            | Shabab Al-Ahli       | PL                   | 21         | 14         | PC+CdL          | 3+1             | 0+0             | ACL                | 2                  | 1                  | -           | 1           | 0           | 28     | 15     |
| 2024-2025            | Shabab Al-Ahli       | PL                   | 9          | 5          | PC+CdL          | 1+4             | 0+3             | ACL+ACL2           | 1+5                | 0+2                | SUAE        | 1           | 0           | 21     | 10     |
| Totale Al Ahli Dubai | Totale Al Ahli Dubai | Totale Al Ahli Dubai | 30         | 19         |                 | 9               | 3               |                    | 8                  | 3                  |             | 2           | 0           | 49     | 25     |
| Totale carriera      | Totale carriera      | Totale carriera      | 345        | 150        |                 | 44              | 24              |                    | 79                 | 32                 |             | 2           | 0           | 458    | 206    |

### Cronologia presenze e reti in nazionale
| Cronologia completa delle presenze e delle reti in nazionale ― Israele | Cronologia completa delle presenze e delle reti in nazionale ― Israele | Cronologia completa delle presenze e delle reti in nazionale ― Israele | Cronologia completa delle presenze e delle reti in nazionale ― Israele | Cronologia completa delle presenze e delle reti in nazionale ― Israele | Cronologia completa delle presenze e delle reti in nazionale ― Israele | Cronologia completa delle presenze e delle reti in nazionale ― Israele | Cronologia completa delle presenze e delle reti in nazionale ― Israele |
| Data                                                                   | Città                                                                  | In casa                                                                | Risultato                                                              | Ospiti                                                                 | Competizione                                                           | Reti                                                                   | Note                                                                   |
| ---------------------------------------------------------------------- | ---------------------------------------------------------------------- | ---------------------------------------------------------------------- | ---------------------------------------------------------------------- | ---------------------------------------------------------------------- | ---------------------------------------------------------------------- | ---------------------------------------------------------------------- | ---------------------------------------------------------------------- |
| 1-6-2014                                                               | Houston                                                                | Honduras                                                               | 2 – 4                                                                  | Israele                                                                | Amichevole                                                             | -                                                                      | 61’                                                                    |
| 3-9-2015                                                               | Haifa                                                                  | Israele                                                                | 4 – 0                                                                  | Andorra                                                                | Qual. Euro 2016                                                        | 1                                                                      |                                                                        |
| 6-9-2015                                                               | Cardiff                                                                | Galles                                                                 | 0 – 0                                                                  | Israele                                                                | Qual. Euro 2016                                                        | -                                                                      | 18’ 46’                                                                |
| 10-10-2015                                                             | Gerusalemme                                                            | Israele                                                                | 1 – 2                                                                  | Cipro                                                                  | Qual. Euro 2016                                                        | -                                                                      |                                                                        |
| 23-3-2016                                                              | Osijek                                                                 | Croazia                                                                | 2 – 0                                                                  | Israele                                                                | Amichevole                                                             | -                                                                      |                                                                        |
| 31-5-2016                                                              | Novi Sad                                                               | Serbia                                                                 | 3 – 1                                                                  | Israele                                                                | Amichevole                                                             | -                                                                      | 46’                                                                    |
| 9-10-2016                                                              | Gerusalemme                                                            | Israele                                                                | 2 – 1                                                                  | Liechtenstein                                                          | Qual. Mondiali 2018                                                    | -                                                                      | 81’                                                                    |
| 7-9-2018                                                               | Elbasan                                                                | Albania                                                                | 1 – 0                                                                  | Israele                                                                | UEFA Nations League 2018-2019 - 1º turno                               | -                                                                      |                                                                        |
| 11-9-2018                                                              | Belfast                                                                | Irlanda del Nord                                                       | 3 – 0                                                                  | Israele                                                                | Amichevole                                                             | -                                                                      | 75’                                                                    |
| 11-10-2018                                                             | Haifa                                                                  | Israele                                                                | 2 – 1                                                                  | Scozia                                                                 | UEFA Nations League 2018-2019 - 1º turno                               | -                                                                      |                                                                        |
| 14-10-2018                                                             | Be'er Sheva                                                            | Israele                                                                | 2 – 0                                                                  | Albania                                                                | UEFA Nations League 2018-2019 - 1º turno                               | -                                                                      |                                                                        |
| 15-11-2018                                                             | Netanya                                                                | Israele                                                                | 7 – 0                                                                  | Guatemala                                                              | Amichevole                                                             | 2                                                                      | 54’                                                                    |
| 20-11-2018                                                             | Glasgow                                                                | Scozia                                                                 | 3 – 2                                                                  | Israele                                                                | UEFA Nations League 2018-2019 - 1º turno                               | -                                                                      |                                                                        |
| 21-3-2019                                                              | Haifa                                                                  | Israele                                                                | 1 – 1                                                                  | Slovenia                                                               | Qual. Euro 2020                                                        | -                                                                      | 50’                                                                    |
| 24-3-2019                                                              | Haifa                                                                  | Israele                                                                | 4 – 2                                                                  | Austria                                                                | Qual. Euro 2020                                                        | 1                                                                      | 80’                                                                    |
| 5-9-2019                                                               | Be'er Sheva                                                            | Israele                                                                | 1 – 1                                                                  | Macedonia del Nord                                                     | Qual. Euro 2020                                                        | -                                                                      | 75’                                                                    |
| 9-9-2019                                                               | Lubiana                                                                | Slovenia                                                               | 3 – 2                                                                  | Israele                                                                | Qual. Euro 2020                                                        | -                                                                      | 61’                                                                    |
| 10-10-2019                                                             | Vienna                                                                 | Austria                                                                | 3 – 1                                                                  | Israele                                                                | Qual. Euro 2020                                                        | -                                                                      | 70’                                                                    |
| 15-10-2019                                                             | Be'er Sheva                                                            | Israele                                                                | 3 – 1                                                                  | Lettonia                                                               | Qual. Euro 2020                                                        | 2                                                                      | 76’                                                                    |
| 16-11-2019                                                             | Gerusalemme                                                            | Israele                                                                | 1 – 2                                                                  | Polonia                                                                | Qual. Euro 2020                                                        | 1                                                                      |                                                                        |
| 19-11-2019                                                             | Skopje                                                                 | Macedonia del Nord                                                     | 1 – 0                                                                  | Israele                                                                | Qual. Euro 2020                                                        | -                                                                      | 88’                                                                    |
| 4-9-2020                                                               | Glasgow                                                                | Scozia                                                                 | 1 – 1                                                                  | Israele                                                                | UEFA Nations League 2020-2021 - 1º turno                               | -                                                                      | 79’                                                                    |
| 7-9-2020                                                               | Netanya                                                                | Israele                                                                | 1 – 1                                                                  | Slovacchia                                                             | UEFA Nations League 2020-2021 - 1º turno                               | -                                                                      | 57’                                                                    |
| 8-10-2020                                                              | Glasgow                                                                | Scozia                                                                 | 0 – 0 dts (5 – 3 dtr)                                                  | Israele                                                                | Qual. Euro 2020                                                        | -                                                                      | 83’                                                                    |
| 11-10-2020                                                             | Haifa                                                                  | Israele                                                                | 1 – 2                                                                  | Rep. Ceca                                                              | UEFA Nations League 2020-2021 - 1º turno                               | -                                                                      | 75’                                                                    |
| 14-10-2020                                                             | Trnava                                                                 | Slovacchia                                                             | 2 – 3                                                                  | Israele                                                                | UEFA Nations League 2020-2021 - 1º turno                               | -                                                                      |                                                                        |
| 25-3-2021                                                              | Tel Aviv                                                               | Israele                                                                | 0 – 2                                                                  | Danimarca                                                              | Qual. Mondiali 2022                                                    | -                                                                      | 60’                                                                    |
| 28-3-2021                                                              | Tel Aviv                                                               | Israele                                                                | 1 – 1                                                                  | Scozia                                                                 | Qual. Mondiali 2022                                                    | -                                                                      | 74’                                                                    |
| 31-3-2021                                                              | Chișinău                                                               | Moldavia                                                               | 1 – 4                                                                  | Israele                                                                | Qual. Mondiali 2022                                                    | 1                                                                      |                                                                        |
| 1-9-2021                                                               | Tórshavn                                                               | Fær Øer                                                                | 0 – 4                                                                  | Israele                                                                | Qual. Mondiali 2022                                                    | 1                                                                      | 71’                                                                    |
| 4-9-2021                                                               | Haifa                                                                  | Israele                                                                | 5 – 2                                                                  | Austria                                                                | Qual. Mondiali 2022                                                    | 1                                                                      | 57’                                                                    |
| 9-10-2021                                                              | Glasgow                                                                | Scozia                                                                 | 3 – 2                                                                  | Israele                                                                | Qual. Mondiali 2022                                                    | 1                                                                      | 44’ 66’                                                                |
| 12-10-2021                                                             | Be'er Sheva                                                            | Israele                                                                | 2 – 1                                                                  | Moldavia                                                               | Qual. Mondiali 2022                                                    | 1                                                                      | 74’                                                                    |
| 12-11-2021                                                             | Klagenfurt am Wörthersee                                               | Austria                                                                | 4 – 2                                                                  | Israele                                                                | Qual. Mondiali 2022                                                    | -                                                                      | 82’                                                                    |
| 15-11-2021                                                             | Netanya                                                                | Israele                                                                | 3 – 2                                                                  | Fær Øer                                                                | Qual. Mondiali 2022                                                    | 1                                                                      | 39’ 81’                                                                |
| 26-3-2022                                                              | Sinsheim                                                               | Germania                                                               | 2 – 0                                                                  | Israele                                                                | Amichevole                                                             | -                                                                      | 74’                                                                    |
| 29-3-2022                                                              | Netanya                                                                | Israele                                                                | 2 – 2                                                                  | Romania                                                                | Amichevole                                                             | 2                                                                      |                                                                        |
| 2-6-2022                                                               | Haifa                                                                  | Israele                                                                | 2 – 2                                                                  | Islanda                                                                | UEFA Nations League 2022-2023 - 1º turno                               | -                                                                      | 61’                                                                    |
| 10-6-2022                                                              | Tirana                                                                 | Albania                                                                | 1 – 2                                                                  | Israele                                                                | UEFA Nations League 2022-2023 - 1º turno                               | -                                                                      | 81’                                                                    |
| 13-6-2022                                                              | Reykjavík                                                              | Islanda                                                                | 2 – 2                                                                  | Israele                                                                | UEFA Nations League 2022-2023 - 1º turno                               | -                                                                      | 73’                                                                    |
| Totale                                                                 |                                                                        | Presenze                                                               | 40                                                                     |                                                                        | Reti (10º posto)                                                       | 15                                                                     |                                                                        |

## Palmarès

### Club
- Campionato israeliano: 2

Maccabi Tel Aviv: 2012-2013, 2013-2014
- Campionato austriaco: 2

Salisburgo: 2017-2018, 2018-2019
- Coppa d'Austria: 1

Salisburgo: 2018-2019
- Supercoppa degli Emirati Arabi Uniti: 1

Shabab Al-Ahli: 2024
- Campionato emiratino: 1

Shabab Al-Ahli: 2024-2025

### Individuale
- Capocannoniere della Super League: 1

2015-2016 (19 gol)
- Capocannoniere della Bundesliga: 2

2017-2018 (20 gol), 2018-2019 (20 gol)